# Dendronephthya armata
Dendronephthya armata is een zachte koraalsoort uit de familie Nephtheidae. De koraalsoort komt uit het geslacht Dendronephthya. Dendronephthya armata werd in 1895 voor het eerst wetenschappelijk beschreven door Holm. 